# Episodi di The Newsroom (seconda stagione)
La seconda stagione della serie televisiva The Newsroom è stata trasmessa in prima visione negli Stati Uniti d'America dal canale via cavo HBO dal 14 luglio al 15 settembre 2013.
In Italia la stagione è stata trasmessa sul canale in chiaro Rai 3 dal 13 novembre 2014 al 29 gennaio 2015.
| nº | Titolo originale                              | Titolo italiano                    | Prima TV USA      | Prima TV Italia  |
| -- | --------------------------------------------- | ---------------------------------- | ----------------- | ---------------- |
| 1  | First Thing We Do, Let's Kill All the Lawyers | Reazione a catena                  | 14 luglio 2013    | 13 novembre 2014 |
| 2  | The Genoa Tip                                 | Operazione Genoa                   | 21 luglio 2013    | 20 novembre 2014 |
| 3  | Willie Pete                                   | Willie Pete                        | 28 luglio 2013    | 27 novembre 2014 |
| 4  | Unintended Consequences                       | Conseguenze indesiderate           | 4 agosto 2013     | 4 dicembre 2014  |
| 5  | News Night with Will McAvoy                   | Errori a catena                    | 11 agosto 2013    | 11 dicembre 2014 |
| 6  | One Step Too Many                             | Un passo di troppo                 | 18 agosto 2013    | 18 dicembre 2014 |
| 7  | Red Team III                                  | Niente è più come prima            | 25 agosto 2013    | 8 gennaio 2015   |
| 8  | Election Night, Part I                        | La notte delle elezioni (1ª parte) | 8 settembre 2013  | 15 gennaio 2015  |
| 9  | Election Night, Part II                       | La notte delle elezioni (2ª parte) | 15 settembre 2013 | 29 gennaio 2015  |

## Reazione a catena
- Titolo originale: First Thing We Do, Let's Kill All the Lawyers
- Diretto da: Alan Poul
- Scritto da: Ian Reichbach, Aaron Sorkin

### Trama
Mentre giunge la notizia che in Libia i ribelli hanno conquistato Tripoli, alla ACN si fanno i conti con le ritorsioni subite dopo le critiche di Will al Tea Party. L'insostenibile situazione con Maggie spinge Jim a decidere di allontanarsi dalla sede per seguire la campagna elettorale itinerante di Mitt Romney per le primarie repubblicane del 2012. Al suo posto arriva Jerry Dantana, che porta con sé Cyrus West, un ospite dalle opinioni molto ferme e decise. Neal si interessa al movimento Occupy Wall Street, ancora sconosciuto ai media.
- L'episodio è collocato tra il 23 agosto 2011 e il 12 settembre 2011.
- Ascolti USA: telespettatori 2.221.000[2]
- Ascolti Italia: telespettatori 404.000 – share 2,46%[3]

## Operazione Genoa
- Titolo originale: The Genoa Tip
- Diretto da: Jeremy Podeswa
- Scritto da: Dana Ledoux Miller, Adam R. Perlman, Aaron Sorkin

### Trama
Oltre ad interessarsi molto agli eventi africani, Maggie cerca in tutti i modi di evitare che il video presente su Internet rovini la sua amicizia con Lisa. Mentre Jerry indaga sulla notizia avuta da West relativamente ad un'operazione segreta in Pakistan nella quale è stato usato il Sarin, Don spinge affinché Will parli del caso di Troy Davis, condannato a morte ormai prossimo all'esecuzione il cui processo ha suscitato molte perplessità. Il caso di Anwar al-Awlaki dà il via ad una accesa discussione tra Will, MacKenzie e Charlie Skinner.
- L'episodio è collocato tra il 25 agosto 2011 e il 21 settembre 2011.
- Ascolti USA: telespettatori 1.882.000[4]
- Ascolti Italia: telespettatori 323.000 – share 1,92%[5]

## Willie Pete
- Titolo originale: Willie Pete
- Diretto da: Lesli Linka Glatter
- Scritto da: Michael Gunn, Elizabeth Peterson, Aaron Sorkin

### Trama
La giornalista specializzata in gossip Nina Howard ha saputo che il motivo per cui Will non ha presentato lo speciale per il decimo anniversario dell'11 settembre non riguardava il suo stato di salute. L'anchorman sceglie di affrontare la donna con la massima sincerità, senza però rinunciare a scovare chi della redazione ha parlato. Mentre MacKenzie e Jerry incontrano la fonte dell'operazione Genoa, Jim continua a fare le sue puntigliose domande allo staff del candidato repubblicano, cercando di coinvolgere i colleghi.
- L'episodio è collocato tra il 23 e il 30 settembre 2011.
- Ascolti USA: telespettatori 1.804.000[6]
- Ascolti Italia: telespettatori 291.000 – share 1,49%[7]

## Conseguenze indesiderate
- Titolo originale: Unintended Consequences
- Diretto da: Carl Franklin
- Scritto da: Aaron Sorkin

### Trama
L'utente di Twitter i cui messaggi avevano dato credibilità all'operazione Genoa non è più raggiungibile, lasciando Jerry ad un punto morto. Mentre si prepara ad essere intervistata da Will, una militante di Occupy Wall Street annuncia di conoscere un attivista che potrebbe avere delle informazioni, ma il comportamento derisorio dell'anchorman durante la trasmissione la induce a non voler aiutare la redazione finché McAvoy non si scuserà pubblicamente. Dopo essere scesi dal pullman dei giornalisti accreditati, Jim e i suoi due colleghi devono affrontare molti ostacoli per riuscire a seguire la campagna elettorale. Maggie e Gary partono per l'Uganda, per raccontare il lavoro delle truppe statunitensi contro Joseph Kony ed il suo Esercito di resistenza del Signore.
- L'episodio è collocato tra il 30 settembre e il 3 ottobre 2011.
- Ascolti USA: telespettatori 1.618.000[8]
- Ascolti Italia: telespettatori 302.000 – share 1,69%[9]

## Errori a catena
- Titolo originale: News Night with Will McAvoy
- Diretto da: Alan Poul
- Scritto da: Aaron Sorkin

### Trama
Nel corso della trasmissione serale Will viene a sapere che suo padre ha avuto un malore. Durante l'interminabile scaricamento di un file audio contenente la chiamata al 911 relativa all'omicidio di Trayvon Martin (EN) , Jim e Maggie discutono di Hallie Shea. Per parlare del suicidio di Tyler Clementi (EN) , Newsnight si appresta ad intervistare il presidente dell'alleanza gay-etero dell'università frequentata dal giovane, ma l'ospite ha in serbo una sorpresa. Poco dopo l'arrivo della notizia che due autobombe sono esplose a Damasco, in redazione giunge la telefonata di una persona che sostiene di trovarsi sotto le macerie. Mentre un sito usa Don come fonte per autenticare una falsa notizia scandalistica che coinvolge un procuratore generale in corso di riconferma, Sloan passa un momento molto difficile quando il suo ex ragazzo pubblica su internet una serie di fotografie che la ritraggono nuda. Un addetto stampa dell'intelligence della marina fa molte domande a Charlie sull'operazione Genoa.
- L'episodio è collocato il 16 marzo 2012.
- Ascolti USA: telespettatori 1.815.000[10]
- Ascolti Italia: telespettatori 347.000 – share 2,07%[11]

## Un passo di troppo
- Titolo originale: One Step Too Many
- Diretto da: Julian Farino
- Scritto da: Aaron Sorkin

### Trama
Le ricerche sull'operazione Genoa vengono presentate ad un gruppo interno di controllo. Sull'argomento Charlie e MacKenzie ottengono un'intervista dal generale in pensione Stomtonovich. Hallie organizza un'uscita a quattro con Jim, Neal e una sua amica, ma la serata non va secondo i programmi.
- L'episodio è collocato tra il 21 marzo e il 25 agosto 2012.
- Ascolti USA: telespettatori 1.887.000[12]
- Ascolti Italia: telespettatori 385.000 – share 2,36%[13]

## Niente è più come prima
- Titolo originale: Red Team III
- Diretto da: Anthony Hemingway
- Scritto da: Aaron Sorkin

### Trama
Dopo molte discussioni il reportage sull'operazione Genoa va in onda, ma nel giro di poco tempo tutte le prove raccolte cominciano a mostrare gravi falle. Il racconto degli eventi si alterna ai colloqui tra i singoli membri della redazione e gli avvocati incaricati di proteggere la ACN dalla causa intentata da Jerry Dantana dopo il suo licenziamento.
- L'episodio è collocato tra il 9 e l'11 settembre 2012.
- Ascolti USA: telespettatori 1.473.000[14]
- Ascolti Italia: telespettatori 325.000 – share 1,85%[15]

## La notte delle elezioni (1ª parte)
- Titolo originale: Election Night, Part I
- Diretto da: Jason Ensler
- Scritto da: Aaron Sorkin

### Trama
La sera del 6 novembre 2012, giorno delle elezioni presidenziali, News Night si prepara ad una lunga diretta per seguire lo spoglio. Taylor Warren, l'ex responsabile delle relazioni pubbliche per la campagna elettorale di Mitt Romney, viene invitata a partecipare al programma. Prima dell'inizio della trasmissione rivela a Maggie che il candidato repubblicano Brody, che ha recentemente condannato le affermazioni di Todd Akin contro il diritto all'aborto dopo lo stupro, aveva in passato una posizione analoga. Dopo che Leona ha rifiutato le dimissioni dei vertici della redazione giornalistica, Charlie tenta in ogni modo di farle cambiare idea per tutelare la rete e tutti quei dipendenti non coinvolti nello scandalo. Mentre cerca di convincere Will a licenziarla, MacKenzie deve vedersela con le norme di Wikipedia relative alle fonti, dal momento che non può correggere un'inesattezza nella voce che la riguarda. Sloan incarica Neal di scoprire chi ha autografato col suo nome un libro venduto durante un'asta di beneficenza e di scoprire chi se lo è aggiudicato.
- L'episodio è collocato il 6 novembre 2012, il giorno delle elezioni presidenziali negli U.S.A.
- Ascolti USA: telespettatori 1.756.000[16]
- Ascolti Italia: telespettatori 297.000 – share 1,45%[17]

## La notte delle elezioni (2ª parte)
- Titolo originale: Election Night, Part II
- Diretto da: Alan Poul
- Scritto da: Aaron Sorkin

### Trama
Mentre prosegue la diretta, Charlie, MacKenzie e Don decidono di rinunciare alla possibilità di annunciare in anteprima lo scandalo di David Petraeus per informare gli elettori della storia di Brody. Skinner raggiunge poi Leona ad una festa ai piani alti, dove la Lansing gli comunica di aver lasciato a suo figlio Reese la decisione sulle loro dimissioni. Andandosene incontra Lisa, che fa la cameriera come secondo lavoro. La ragazza lo prega di non raccontare a Jim di averla vista. Intanto in un colloquio via Skype Hallie sprona il suo ragazzo a preoccuparsi per Maggie. Mentre continua a cercare per conto di Sloan il misterioso acquirente del suo libro autografato, Neal elabora un piano per riuscire a correggere la pagina di Wikipedia di MacKenzie. L'errore di Jim e Maggie sull'assegnazione del vincitore del Michigan si fa sempre più evidente.
- L'episodio è collocato il 6 novembre 2012.
- Ascolti USA: telespettatori 1.671.000[18]
- Ascolti Italia: telespettatori 311.000 – share 1,73%[19]